# رابرت مایلز
روبرتو کونچینا (به ایتالیایی: Roberto Concina) (زادهٔ ۳ نوامبر ۱۹۶۹ - درگذشتهٔ ۹ مهٔ ۲۰۱۷) مشهور به رابرت مایلز (به لاتین: Robert Miles)، آهنگساز مشهور سبک موسیقی ترنس اهل ایتالیا بود.

## تولد
روبرتو کونچینا در سال ۱۹۶۹ فلوریر، کانتون نوشاتل در غرب سوئیس در یک خانوادهٔ مهاجر ایتالیایی به دنیا آمد.

## زندگی حرفه‌ای

### آغاز
او از همان سال‌های آغاز کودکی خود به موسیقی و بیش از همه به موسیقی الکترونیک علاقه‌مند شد که در آن زمان با گروه‌های الکترونیک راک و پراگرسیو راک مانند پینک فلوید، مایک اولدفیلد و آلن پارسونز پراجکت شناخته می‌شد.
پس از بازگشت خانواده‌اش به فریولی ونتزیا جولیا در ایتالیا نواختن پیانو را به صورت حرفه‌ای آغاز کرد. پس از آن به عنوان دی‌جی در کلوب‌ها و رادیوها به کار پرداخت و با پس اندازش یک ایستگاه رادیویی و استودیوی ضبط موسیقی تأسیس کرد.

### ورود به دنیای حرفه‌ای
وی از سال ۱۹۸۸ وارد عرصه موسیقی در جهان شد. در سال ۱۹۹۰ در چند باشگاه شبانه ایتالیایی به عنوان دی‌جی به کار پرداخت و هر چه از این راه به دست آورد، صرف ساختن استودیوی شخصی و خرید تعدادی ابزار آلات مستعمل موسیقی کرد. در آن سال آهنگسازی او چندان مورد توجه جامعه موسیقی نبود.

### Children
وی در سال ۱۹۹۴ آهنگ «children» یا «بچه‌ها» که مشهورترین اثر سبک دریم ترنس بود را تولید کرد. این آهنگ در سال ۱۹۹۵ در طی دو هفته موفق به کسب فروشی بیش از ۳۵۰٬۰۰۰ نسخه در سراسر اروپا شد و نیز توانست در صدر جداول موسیقی کشورهای متعددی قرار بگیرد. این آهنگ در آلمان و چند کشور دیگر جوایز ارزنده‌ای نیز از آن خود کرد. گرچه این آهنگ در آمریکا موفقیتی کسب نکرد و حتی نتوانست جزء بیست آهنگ برتر جدول‌های موسیقی این کشور باشد، ولی با استقبال گسترده بسیاری از آهنگ سازان در آن کشور روبرو شد.
این آهنگ، نخستین آهنگ سبک ترنس بود که سه هفته پیاپی در صدر جدول صد آهنگ برتر هفته اروپا قرار داشت و تا سال ۱۹۹۷ بیش از پنج میلیون نسخه از آن در سراسر جهان به فروش رسید. این آهنگ جایزه موسیقی بریتانیا (جایزه بریت) و بسیاری دیگر از جوایز موسیقی در جهان را از آن خود کرد.
نماهنگ Children یک ویدیوی سیاه و سفید رنگ پریده از دختر خردسالی است که سوار بر صندلی عقب خودرویی در حال حرکت به تماشای جهان خارج نشسته است؛ تصویری که خیلی‌ها آن را تجربه کرده‌اند.

### ادامه موفقیت‌ها
آهنگ‌های بعدی او «افسانه» و «یک و یک» نیز به چنان شهرتی رسیدند که صدها ریمیکس از آنها توسط دی‌جی‌های مختلف اجرا شد. آهنگ «افسانه» در اصل اجرای متفاوتی است از «بچه‌ها» است. از این آهنگ در فیلم «برای همیشه» استفاده شد.
چهارمین آهنگ مشهور او که بعداً در آلبوم ۲۳ای‌ام نیز جای گرفت، «آزادی» بود. ویدئوکلیپ این آهنگ که با تحسین منتقدان موسیقی روبرو شد فضایی ۱۹۸۴ گونه دارد که به ترانه «خشتی دیگر در دیوار» پینک فلوید شبیه است. پس از موفقیت آلبوم سومش، او باردیگر دست به نوآوری تازه‌ای زد و با تلفیق جاز، دیپ هاوس و موسیقی الکترونیک با همکاری گرتو نوازنده سازهای ضربی هندی‌تبار مشهور، آلبوم مایلز-گرتو را ارائه کرد. وی در سال ۲۰۰۳ از انگلستان به شهر لس آنجلس در کشور آمریکا نقل مکان کرد.
با موفقیت‌های پیاپی مایلز، در سال ۲۰۱۱ کمپانی سالت، تولید و پخش آلبوم پنجم او را برعهده گرفت که در آن از نوازنده‌های مشهور استفاده شده بود. این آلبوم تلفیقی از موسیقی الکترونیک و پراگرسیو راک بود که با موسیقی جاز تحت تأثیر مایلز دیویس آمیخته شده بود.

### مهاجرت به اسپانیا
در اواخر سال ۲۰۱۲ مایلز به ایبیزا، اسپانیا رفت و رادیو اف‌ام و آنلاین «اپن لب» را راه انداخت که در آن به نوآوری، فرهنگ، رسانه‌ها، هنر و البته موسیقی آلترناتیو می‌پرداخت.

## سبک هنری
رابرت مایلز در معرفی موسیقی ترنس در جهان که در اوایل دهه ۱۹۹۰ میلادی ظهور کرد نقش بسزایی داشت. ضرب‌آهنگ سبک ترنس با ضرب‌آهنگ درونی بدن و تقریباً تپش قلب همنواست و به همین خاطر، مخاطب را با خود همراه می‌سازد. ترنس باعث نوعی حالت رضایت و خلسه و همچنین بروز هیجانات مختلف از سرخوشی تا آرامش می‌شود. در مواردی، روانشناسان بالینی شنیدن این سبک را برای ایجاد حس آرمیدگی توصیه کرده‌اند.
محبوبیت موسیقی ترنس در سال‌های پس از آن منجر به رشد یا شکوفایی خرده گونه‌ها یا گونه‌های تازه در موسیقی الکترونیک و رقص (مانند دیپ هاوس) شد.

## اینترنت
خود رابرت مایلز از جمله آهنگسازانی بود که با ظهور اینترنت رشد کرد. وی از طریق شبکه‌های اجتماعی مانند یوتیوب با مخاطبان خود ارتباط برقرار می‌کرد.
وی امیدوار بود که اینترنت با فراهم آوردن امکان پخش موسیقی الکترونیک زیرزمینی، هنری و خلاقانه، مخاطبان بیشتری را با توجه به گسترش امکانات آن بدست آورد و رسانه‌ها را در سالهای آینده باز هم بیشتر دستخوش دگردیسی کند.

## مرگ
در ماه مه ۲۰۱۷ پس از نبردی طولانی با سرطان که از همگان مخفی نگه داشته بود درگذشت. این خبر در حالی منتشر شد که گفته می‌شد قرار است رابرت مایلز پس از مدت‌ها، کار روی آلبوم تازه خود را آغاز کند.

## موسیقی‌شناسی
| سال انتشار | نام آلبوم به فارسی      | نام اصلی                       |
| ---------- | ----------------------- | ------------------------------ |
| ۱۹۹۶       | سرزمین رویا             | Dreamland                      |
| ۱۹۹۶       | سرزمین رویا-نسخه زمستان | Dreamland - The Winter Edition |
| ۱۹۹۷       | ۲۳ای‌ام                  | 23am                           |
| ۱۹۹۸       | ماه کامل                | Full Moon                      |
| ۲۰۰۱       | ارگانیک مسیرها          | Organik Paths                  |
| ۲۰۰۲       | ارگانیک ریمیکسز         | Organik Remixes                |
| ۲۰۰۴       | مایلز گرتو              | Miles Gurtu                    |
| ۲۰۱۱       | سیزده                   | Th1rt3en                       |